# Církev Nový život
Církev Nový život je letniční, neocharismatické hnutí a také církev registrovaná v České republice.
Počátky Církve Nový život sahají do poloviny 80. let. Od roku 1994 působí jako registrované občanské sdružení pod názvem Křesťanská společnost Nový Život. V současnosti má Nový život pod vedením pastora Mikuláše Töröka sbory a skupiny téměř v desítce měst po celé republice.
Dle vlastních internetových stránek se církev schází v Ústí nad Labem, Praze, Náchodě, Chebu a Havířově.
Religionisté si všímají vývoje této církve v rámci neocharismatického hnutí od misijního působení po budování vlastního členstva a společenství například důrazy na dokonalost křesťanského života.
Stejnojmenná církev působí také v Bělorusku, kde je pronásledována.

## Historie
Historie církve Nový život patrně sahá do poloviny 80. let dvacátého století, nicméně první sbor vznikl v roce 1989 v Ústí nad Labem pod vedením tehdejšího pastora Pavla Tošovského. Zprvu se jednalo o neocharismatické křesťany, kteří se vyčlenili z tamní Církve bratrské a přikláněli se k učení amerického charismatického kazatele Dereka Prince a maďarského charismatického kazatele Sándora Németha. Se Sándorem Némethem a Sborem Víry následně církev spolupracovala a udržovala vztahy i s ostatními českými neocharismatickými církvemi. Díky náboženskému boomu devadesátých let získávala církev misijní činností mnoho nových členů a také docházelo k fúzím s menšími neocharismatickými církvemi v jiných českých městech, zpravidla s takovými, které měly taktéž kořeny v Církvi bratrské. V roce 1991 se pastorem stal Mikuláš Török, který ve funkci sestrvává dodnes. V roce 1994 se církev stala občanským sdružením Křesťanská společnost Nový život. Kolem roku 2006 začaly upadat vztahy se zbytkem české i zahraniční neocharismatické scény, především kvůli sporům o exkomunikaci. Vzhledem k nekompromisním konzervativním postojům církve Nový život došlo v průběhu její existence k vyloučení celé řady jejích členů, kteří často následně vstupvali do ostatních neocharsimatických církví. To bylo pro církev Nový život nepřijatelné, a proto postupně nejen rozvázeala spolupráci s těmito církvemi, ale začala se odklánět od neocharismatismu jako takového. V roce 2010 církev založila spolek Aktivní rodina z.s. za účelem budování veřejných vztahů a záštity pro zájmové činnosti pro děti a mládež. V roce 2013 byla církev zaregistrována na ministerstvu kultury. Vedoucím pastorem byl tehdy zvolen většinou členů Mikuláš Török a staršími Martin Šiška a Zdeněk Dvořák. Martin Šiška byl však v roce 2018 z funkce pastorem odvolán a za nedlouho i vyloučen z církve. Ve funkci ho de facto nahradil Dan Török, syn Mikuláše Töröka.

## Ritus
Bohoslužba se koná zpravidla ve čtvrtek a v neděli. Několikrát do roka se koná takzvané dvoudenní shromáždění, kdy jde o dvě celodenní bohoslužby o víkendu, přičemž součástí té nedělní je eucharistie. Bohoslužby často probíhají formou audiovizuálního přímého přenosu z jedné pobočky do ostatních.
Bohoslužba začíná společnou modlitbou, která je vždy ve stoje a to tak, že se postupně někteří z účastníků střídají při improvizovaných modlitbách u mikrofonu, zatímco ostatní se polohlasem tzv. modlí v jazycích (glosolálie). Následují, stále ve stoje, chvalozpěvy, tzv. chvály. Z velké části se jedná o covery již existujících moderních křesťanských písní. Při modlitbách i chvalozpěvech je běžné zvedání jedné nebo obou rukou nad hlavu. Potom se účastnící usadí a následuje kázání, často zahajované přečtením pasáže z Bible. K liturgickým účelům se v církvi Nový život používá výhradně Bible Kralická. Shromáždění je zakončeno opět společnou modlitbou, výběrem finančních darů a jejich požehnáním.
Eucharistie probíhá ve stoje. Nejprve je do sálu přinesen chléb (zpravidla macesy) a víno. Následně je obojí požehnáno. Potom, jsou celé macesy rozdány některým z účastníků, kteří je lámou na menší kusy a s požehnáním předávají ostatním a následně konzumují. Po té je víno v pohárech rozdáno některým účastníkům, kteří se napijí a s požehnáním pohár předají dál. Je důsledně dbáno na to, aby byl veškerý požehnaný chléb a veškeré požehnané víno zkonzumovány. Eucharistie se mohu účastnit pouze pokřtění členové církve považovaní za duchovně čisté (členům, kteří jsou považování za setrvávající v hříchu může být přístup odepřen).

### Vzkládání rukou
Zásadním rituálem, do značné míry ekvivalentním svátosti, je vzkládání rukou. Tím je udělováno požehnání nebo pomázání, ale je součástí i dalších rituálů. Nemá pevně danou formu, ale zvyklostí je položení pravé ruky na hlavu a levé ruky na pravou paži. Následně je proneseno vlastní požehnání či pomazání, častěji formou krátké modlitby, v současnosti méně často invokací Kristova jména.

### Křest
Křest probíhá plným ponořením do vody,  z pragmatických důvodů nejčastěji v bazénu. Křtu jsou přítomni blízcí křtěnců. Křtěnci na sobě mají plavky a bílé triko sahající do cca třetiny stehen. Nejprve jsou křty zahájeny společnou moditbou. Následně vstoupí do vody křtitel a jednoho po druhém si k sobě volá křtěnce. Na křtěnce vzkládá ruce a s invokací Boží trojice ho ponoří do vody.  Následuje bouřlivý potlesk přítomných. Když jsou všichni pokřtěni, následuje požehnání vzkládáním rukou a společné modlitby. Při přístí eucahritiji jsou pokřtěnci představeni a je jim znovu žehnáno vzjládáním rukou. Křtitelem může být pouze starší nebo vedoucí domácí skupiny.

### Svatební shromáždění
Církev uznává civilní sňatky a sama neoddává, ani neoficiálně. Zvykem je ale tzv. svatební shromáždění následující po civilmím obřadu. Probíhá z velké části jako běžná bohuslužba, ale se zaměřím na lásku, posvátnost manželství a patriarchální role. Na konci je uděleno požehnání vzkládáním rukou a pak už svatba pokračuje v zásadě sekulárně.

## Teologie
Církev Nový život nemá jasně definovanou teologii a kodifikaci teologie považuje za nežádoucí. Ve svém učení kombinuje prvky metodismu, kalvinismu a charismatismu, část učení je originální interpretací křesťanství. Bibli považuje za doslovně pravdivé Boží slovo a je pro ně nejvyšší teologickou normou. Dále věří, že ke správnému výkladu Bible je nezbytné působení Ducha Svatého a duchovní zralost a bezúhonnost. Církev má vlastní věroučné materiály - výtahy z kázání zveřejňované na svém webu a katechismus Základy II (Dan a Mikuláš Törökovi, 2014).

### Živé Boží slovo
Jedním ze zásadních teologických konceptů je tzv. živé Boží slovo. Podle této nauky může být pasáž z Bible při čtení  či kázání oživena Duchem svatým, tzn. nadpřirozeně promlouvat k člověku a zjevovat mu transcendentní skutečnosti, především o Bohu, ale také o hříšnosti člověka. Každé takové zjevení je zároveň i závazným Božím pokynem.

### Soteriologie
Podle církve se lidé rodí zkorumpovaní hříchem a jsou proto ve stavu odloučení od Boha a odsouzení k věčnému zatracení. Toto lze překonat pouze zástupnou obětí Ježíše Krista. Spasení je uděleno Bohem z milosti, ale je udělováno pouze těm, kteří s naprostou odevzdaností prosí Boha o smilování a kteří jsou ochotni se mu zcela oddat ke službě. V takovém případě je člověk očistěn od všech hříchů, dostává ujištění o spáse a je povolán ke službě Bohu. Tomuto procesu se říká obrácení. Nekajícím hrozí tzv. vyškrnutí z knihy života, nevratná ztráta spásy. Podle církve bude spasena jen velmi malá část lidské populace.

### Apokalyptika
Církev věří v blízký konec světa, kterému bude předcházet povstání antikrista a rozsáhlé rány a vytržení spravedlivých do nebe. Následovat má fyzický druhý příchod Ježíše Krista, jeho vláda nad světem a poslední soud. Podle učení církve Bůh konec světa po staletí odkládá pro nepřipravenost církve.

### Christologie
Církev kombinuje východní a západní christologii ke kterým přidává vlastní pojetí Krista. Ten existoval od počátku jako osoba Boží trojice. Jeho vtělení je považováno za dokonalý akt poslušnosti, protože ačkoli zůstal plně Bohem, stal se zároveň plně člověkem, což je pro boha neskutečně ponižující. V porušeném těle žil zcela bezúhonný život, byl ukřižován a po třech dnech fyzicky vzkříšen. To je považováno nejen za porážku hříchu a porušenosti, ale zároveň za transformaci podstaty člověka z materiální na duchovní. Následně se zjevil živý učedníkům a vystoupil na nebesa, kde usedl na trůn. Kristus je považován za právoplatného absolutního vládce všeho jsoucna.

### Pneumatologie
Duch svatý je považován za jednu z osob Boží trojice. Promlouval ke starozákonním prorokům a od letnic je tzv. vylit na církev. To znamená, že věřící mohou být naplněni Duchem svatým, který jim zjevuje transcendentní skutečnosti, dává nadpřirozený vhled do situací a může i propůjčovat nadpřirozené schopnosti, které jsou však v současnosti považovány za výjimečné nástroje misijní činnosti v průběhu tzv. probuzení. Naplnění Duchem svatým se projevuje glosolálií.

## Struktura
Zpočátku měla církev Nový život strukturu podle modelu Dereka Prince. Hlavní roli měli pastor a staršovstvo fungující na principu kooptace skrze rituál vzkládání rukou. Důležitou roli v církevním životě mají tzv. domácí skupiny. Církev se dělí na skupiny po zhruba deseti až dvaceti členech, které se pravidelně schází v domácím neformálním prostředí za účelem studia a pastorace. Každá skupina má svého vedoucího, který setkání moderuje a poskytuje členům pastorační službu. V průběhu let došlo k postupnému sloučení role vedoucího skupiny a staršího. Celkově docházelo k postupné erozi instituce staršovstva, posilování role vedoucích skupin a rozšiřování jejich kompetencí i mimo domácí skupiny. Postupně také slábl princip kooptace a vedoucí skupin se začali zodpovídat přímo pastorovi, který postupně získal výhradní kompetenci k jejich jmenování či odvolání.

## Denominalizace
Od svého vzniku se církev vyznačuje fundamentalismem a výlučností. Zpočátku byla součástí širší české i zahraniční neocharismatické scény a v průběhu devadesátých let docházelo k částečné liberalizaci a snižování výlučnosti. Kolem roku 2006 však začala mít církev konflikty s ostatními neocharismatickými církvemi, protože přijímaly do svých řad osoby, které byly z církve Nový život vyloučeny. Od té doby se čím dál více vymezuje proti ostatním křesťanským církvím, s důrazem na kritiku evangelia prosperity, pozitivního vyznávání a liberální teologie. Současně s tím začalo docházet k postupnému oslabování do té doby značně silného antikatolicismu. Tento vývoj postoje vůči římskokatolické církvi je nepřehlédnutelný při srovnání katechismů Základy a Základy II, kdy Základy jsou z velké části formulovány jako vymezení se vůči katolické teologii a praxi, zatímco Základy II používají již zažitou vlastní teologickou terminologii a své učení formulují prakticky bez odkazů na teologii jiných církví. Dalším zásadním aspektem odklonu církve od neocharismatické scény bylo opuštění neocharismatické demonologie a exorcismu spolu s dalšími prvky neocharismatismu, které jsou českou většinovou společností vnímány jako výstřední, až bizarní, jako např. třesení a padání v Duchu. 
V roce 2010 církev založila občanské sdružení Aktivní rodina z.s. pod jejíž záštitou pořádá akce pro veřejnost. Většina akcí byla spíše jednorázová, spolek opakovaně pořádal divadelní představení v Dubí na Teplicku. V roce 2013 byla církev registrována na ministerstvu kultury. Zhruba od roku 2014 se církev postupně uzavírá vůči okolnímu světu a čím dál více se upíná k fundamentalismu.
Vývoj postojů církve Nový život také reaguje na aktuální společenské trendy. Ve svých počátcích se velmi silně vymezovala proti hnutí New Age a alternativní spiritualitě. S odezníváním boomu New Age, ustupovala opozice církve vůči alternativní spiritualitě do pozadí. V současnosti naopak roste opozice vůči progresivismu a progresivnímu křesťanství s tím, jak roste jeho společenská role. Na druhou stranu postupně slábnou odmítavé postoje vůči homosexualitě. Ta je sice nadále považována za nepřípustnou a hříšnou, ale postupně přestává být vnímána jako deviantní ale spíše jako jeden z mnoha sexuálních hříchů.

## Kontroverze
Církev Nový život zastává ultrakonzervativní postoje a otevřeně se staví proti současnému ekumenismu.
Církev praktikuje shunning - přerušení prakticky veškerého kontaktu s bývalými členy.
Bývalí členové církev obviňují z psychické manipulace, vydírání, vykořisťování, zpronevěry majetku a podněcování k nenávisti na základě vyznání.